# Полоса чёрная
«Полоса́ чёрная» — мини-альбом рэп-исполнителя Бледного, состоящего в группе «25/17».
EP был выпущен в 2010 году лейблом «Засада Production». Доступен для свободное скачивания с хип-хоп портала Rap.ru.
23 декабря «25/17» презентовали новый альбом «Зебра». Чёрная и белая полосы стали первыми предвестниками нового полноценного альбома.

## Список композиций
| №  | Название        | Музыка  | Длительность |
| -- | --------------- | ------- | ------------ |
| 1. | «На серьёзке»   | Бледный | 2:46         |
| 2. | «Просыпайтесь!» | Бледный | 2:49         |
| 3. | «Ржавчина»      | Бледный | 3:16         |
| 4. | «Плюшевая»      | Бледный | 3:00         |
| 5. | «Птица»         | Бледный | 3:31         |